# ميشيل كوكسي
ميشيل كوكسي (بالهولندية: Michiel Coxie) هو رسام ومصمم فلمنكي ولد في سنة 1499 في ميشيلين. انتشرت أعماله في كافة المدن البلجيكية وأصبح رسام العرش الخاص بالإمبراطور شارلكان وإبنه فيليب الثاني ملك إسبانيا. توفي في يوم 3 مارس 1592.

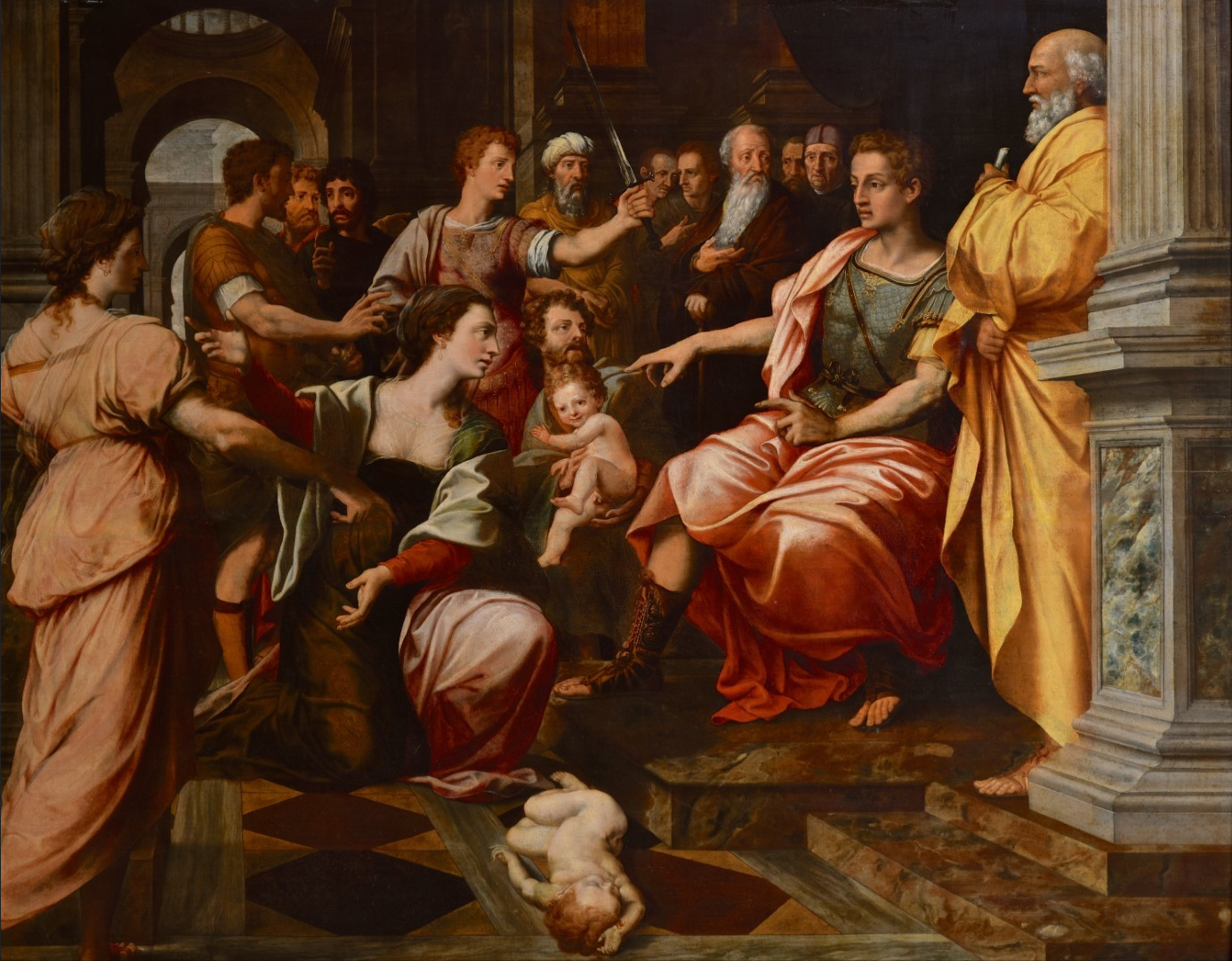
لوحة حكم سليمان The judgement of Solomon